# جام مالیوف مانی
جام مالیوف مانی یک مسابقه سالانه اسکیت‌برد برای اسکیت‌برد سواران آماتور و حرفه‌ای بود که توسط جو و گاوین مالیوف از خانواده مالیوف تأسیس شد. هدف مسابقه افزایش آگاهی از اسکیت‌برد و تشویق به شرکت در رویدادها و فعالیت‌های اسکیت‌برد بود. برگزارکنندگان همچنین به دنبال ایجاد زیرساخت‌های جدید برای اسکیت‌برد و تقویت فعالیت‌های تجاری در مناطقی بودند که رویدادها در آنجا برگزار می‌شد.
این رویدادها در چهار شهر برگزار شد:
- کاستا مسا، کالیفرنیا در سال‌های ۲۰۰۸، ۲۰۰۹ و ۲۰۱۰
- نیویورک در سال‌های ۲۰۱۰ و ۲۰۱۱
- واشینگتن دی‌سی در سال ۲۰۱۱
- کیمبرلی، آفریقای جنوبی در سال‌های ۲۰۱۱ و ۲۰۱۲

## تاریخچه
اولین رویداد در سال ۲۰۰۸ در مرکز نمایشگاه و رویدادهای OC در اورنج کانتی، کالیفرنیا با حضور حدود ۲۵۰۰۰ نفر برگزار شد. در سال ۲۰۱۰، مسابقه به نیویورک گسترش یافت. در سال ۲۰۱۱، رویدادها در نیویورک، واشینگتن دی‌سی و آفریقای جنوبی برگزار شد، جایی که اولین «مسابقات جهانی اسکیت‌برد مالیوف» در کیمبرلی برگزار شد.
این رویداد بزرگ‌ترین جایزه نقدی را برای هر مسابقه یا رویداد اسکیت‌برد تا آن زمان ارائه داد. شرکت‌کنندگان تا ۱۶۰۰۰۰ دلار برای پیروزی در یک رویداد کسب کردند. یک جایزه یک میلیون دلاری به هر شرکت‌کننده‌ای که چهار تورنمنت متوالی را ببرد، ارائه شد. هر سه پارک اسکیت ساخته شده برای این رویداد همکاری بین برگزارکنندگان، اسکیت‌برد سواران و شهرهای میزبان بودند، با این هدف که تسهیلات به عنوان پارک‌های دائمی در این جوامع پس از اتمام رویدادها باقی بمانند. پارک‌های اسکیت با سطح جهانی در نیویورک، واشینگتن دی‌سی و کیمبرلی، آفریقای جنوبی باقی مانده‌اند.
از نوامبر ۲۰۱۳ به بعد رویدادی از جام مالیوف مانی برگزار نشده است، اما برنامه‌هایی برای برگزاری رویدادهای آینده در ایالات متحده و دیگر نقاط جهان وجود دارد.

## موسیقی در جام مالیوف
رویدادهای جام مالیوف مانی همچنین شامل اجراهای موسیقی با حضور هنرمندان متنوع از ژانرهای هیپ-هاپ، پاپ و راک بود. برخی از هنرمندان برجسته شامل لوداکریس، اسنوپ داگ، لیل جان و نلی بودند.

## نتایج
در سال ۲۰۰۸، در بخش خیابانی حرفه‌ای، پل رودریگز به مقام اول رسید و پی‌یر-لوک گانیون در بخش ورت برنده شد. در بخش آماتور، داستین بلاولت مقام اول را به دست آورد و لِیسی بیکر برنده بخش بانوان شد.
در سال ۲۰۰۹، کریس کول در بخش خیابانی مقام اول را کسب کرد، الکس پرلسون برنده بخش ورت شد و لتیشیا بوفونی در بخش بانوان به مقام اول رسید.
در سال ۲۰۱۰، در رقابت کالیفرنیا، کریس کول دوباره در فینال خیابانی حرفه‌ای پیروز شد، بخش آماتور به ایشاد ویر رسید، و بخش بانوان به لتیشیا بوفونی اختصاص یافت.
در رقابت نیویورک، کریس کول در فینال خیابانی حرفه‌ای پیروز شد و در بخش آماتور، فلیپه گوستاو به مقام اول رسید.
در سال ۲۰۱۱، در رویداد نیویورک، گرگ لوتسکا مقام اول را در فینال خیابانی حرفه‌ای به دست آورد و اوان اسمیت در بخش آماتور پیروز شد. در واشینگتن دی‌سی، مقام اول فینال خیابانی حرفه‌ای به اندرو رینولدز رسید و مقام اول بخش آماتور به ایشاد ویر تعلق گرفت. در رقابت آفریقای جنوبی، مقام اول خیابانی حرفه‌ای به ایشاد ویر رسید و مقام اول آماتور به جاستوس کاتزه تعلق گرفت.

## بنیاد مالیوف
بنیاد کمک به اسکیت‌برد سواران مالیوف یک سازمان غیرانتفاعی است که توسط جو و گاوین مالیوف تأسیس شده است. فکر تأسیس این بنیاد از زمانی به وجود آمد که جیک براون، یک اسکیت‌باز حرفه‌ای، در مسابقات ایکس گیمز در سال ۲۰۰۷ از ارتفاع ۵۰ فوتی سقوط کرد. با این که او آسیبی بسیاری ندید اما باعث شد افراد متوجه خطراتی که جان ورزشکاران را تهدید می‌کنند بشوند.